# La Trilogie cosmique
La Trilogie cosmique (titre original : The Space Trilogy, Cosmic Trilogy ou Ransom Trilogy) est une trilogie de science-fiction écrite par C. S. Lewis. Elle se compose de :
- Au-delà de la planète silencieuse (Out of the Silent Planet), paru en 1938 (également paru en français sous le titre Le Silence de la Terre) ;
- Perelandra (Perelandra ou Voyage to Venus), paru en 1943 ;
- Cette hideuse puissance (That Hideous Strength), paru en 1945.

Les deux premiers romans sont un récit des aventures d'Elwin Ransom, professeur de philologie à l'université de Cambridge, qui se rend sur Mars dans Au-delà de la planète silencieuse et sur Vénus dans Perelandra. Il n'est pas le héros du troisième roman, qui se déroule entièrement sur Terre, mais il y tient un rôle important.
Il existe également un manuscrit inachevé, intitulé The Dark Tower, que Lewis semble avoir envisagé comme suite de Au-delà de la planète silencieuse, avant de l'abandonner pour entamer Perelandra. Il a été publié en 1977, mais son authenticité a été mise en doute.

## Influences
Le personnage de Ransom semble en partie inspiré de J. R. R. Tolkien, grand ami de Lewis. La Trilogie cosmique est d'ailleurs issue d'un désir commun aux deux hommes : « Il y a trop peu de ce que nous aimons vraiment dans les légendes. Je crains que nous ne soyons obligés d'en écrire nous-mêmes », déclare Lewis à Tolkien. Ils se répartissent les tâches (ou bien tirent au sort) : Lewis s'occupera du voyage dans l'Espace, ce qui donnera Au-delà de la planète silencieuse, et Tolkien du voyage dans le Temps ; son récit, inachevé, sera publié après sa mort dans La Route Perdue et autres textes.
Lewis fait d'ailleurs plusieurs fois allusion à la mythologie du Silmarillion dans sa trilogie : dans Perelandra apparaît le couple Tor et Tinidril, dont les noms rappellent ceux de Tuor et Idril, et le mythe de « Numinor » est évoqué à plusieurs reprises dans Cette hideuse puissance. Toutefois, ce dernier tome, dystopique, est plus marqué par l'influence de Charles Williams sur Lewis, et Tolkien qualifie son contenu de « foutaises », alors que George Orwell en propose une critique largement positive dans le Manchester Evening News.
Les principales influences de Lewis pour cette trilogie, outre Tolkien et Williams, sont les romans de science-fiction Last and First Men d'Olaf Stapledon (1930), Les Premiers Hommes dans la Lune de H. G. Wells (1901), et Un voyage en Arcturus de David Lindsay (1920).

## Le solaire ancien

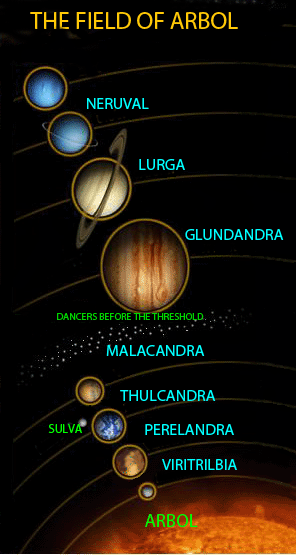
Le Champ d'Arbol avec les noms des planètes en solaire ancien

Dans le cadre de la trilogie cosmique, le vieux solaire (Hlab-Eribol-ef-Cordi) est la langue parlée par tous les habitants du système solaire, hormis sur Thulcandra, la Terre, où cette langue s'est perdue.
- Champ d'Arbol : Système solaire
- Handra : terre, planète
- Thulcandra : La planète du silence, la Terre
- Sulva : la Lune
- Viritrilbia : Mercure
- Perelandra : Vénus
- Malacandra : Mars
- Glundandra : Jupiter
- Lurga : Saturne
- Harandra : Haute terre, plateau
- Handramit : Basse terre, vallée
- Eldil : Ange, esprit
- Oyarsa : Eldil de haut rang responsable d'une planète
- hlab : Langue.
- hnau : Créature éveillée, pensante. (les humains en font partie)
- Maleldil : Dieu
- hru : Sang (arbol hru = sang du soleil = or)[5]